# اللغة الكريولية الهايتية
الكريولية الهايتية (بالفرنسية: Créole Haïtien)، (بالكريولية الهايتية Kreyòl ayisyen) هي اللغة المتكلمة الرئيسية في هايتي. يتكلم بها بين 10 إلى 12 مليون شخص في جميع أنحاء العالم، وهي إحدى اللغتين الرسميتين في هايتي (والأخرى هي اللغة الفرنسية)، حيث إنها اللغة الأم للغالبية العظمى من السكان.